# Posest Powerscourt
Posest Powerscourt (irsko Eastát Chúirt an Phaoraigh) v Enniskerryju v grofiji  Wicklow na Irskem je veliko posestvo, na katerem so dvorec in urejeni vrtovi v velikosti 19 hektarjev. Dvorec, prvotno grad iz 13. stoletja, je bil v 18. stoletju temeljito spremenjen po načrtih nemškega arhitekta Richarda Casselsa. Rekonstrukcija se je začela leta 1731 in končala leta 1741. Požar leta 1974 je opustošil hišo tako, da je ostala le lupina, dokler ni bila leta 1996 obnovljena.
Prvotno je bil to dom družine powerscourtskih vikontov. Od leta 1961 je posestvo v lasti družine Slazenger, ustanoviteljev in nekdanjih lastnikov podjetja Slazenger, športna oprema. Je priljubljena turistična točka z golf klubom, restavracijo Avoca in hotelom hotelske verige Autograph Collection.
V Dublinu je tudi dvorec Powerscourt, ki je bila mestna hiša vikontov.

## Zgodovina

### 13. stoletje
Prvotni lastnik gradu iz 13. stol. je bil baron La Poer, katerega ime se je sčasoma angliciziralo v Power. Položaj gradu je bil strateškega vojaškega pomena, ker je lastnik lahko nadziral dostop do bližnjih rek Dargle, Glencree in Glencullen.
Trinadstropna stavba je imela vsaj 68 sob. Vhodna dvorana, v kateri je bila prikazana družinska dediščina, je bila dolga 18 metrov in široka 12 metrov. Glavne sprejemne sobe so bile v prvem nadstropju in ne v pritličju. Miljo dolga avenija bukev vodi do hiše.

### 18. stoletje
V 16. stoletju je stavba postala last družine Powerscourt. Družina je postala bogatejša in pomembnejša, zato je v 18. stoletju Richard Wingfield, 1. vikont, naročil arhitektu Richardu Casselsu, naj spremeni in preuredi srednjeveški grad, da bi ustvaril sodobno hišo. Delo se je začelo leta 1731 in končalo leta 1741.
Zaradi položaja na hribu se je Cassels rahlo odmaknil od svojega običajnega mračnega sloga, tako da je dal stavbi nekaj, kar bi John Vanbrugh imenoval »grajski zrak«. To je najbolj opazno v paladijevski strukturi fasade, ki jo obkrožata dva krožna kupolasta stolpa.
Kralj Jurij IV. je bil gost Richarda Wingfielda, 5. vikonta, avgusta 1821. Leta 1830 je bil dvorec prizorišče številnih konferenc o neizpolnjenih svetopisemskih prerokbah, ki so se jih udeležili moški, tudi John Nelson Darby in Edward Irving. Te konference so potekale pod pokroviteljstvom Theodosia Wingfielda Powerscourta, nato pa vdove lady Powerscourt. Njena pisma in dokumenti so bili objavljeni leta 2004 vključno s povzetki Preroških powerscourtskih konferenc.

### Vrtovi iz 19. stoletja
Leta 1844 je v starosti 8 let Mervyn Wingfield, sedmi vikont, podedoval naslov in posest Powerscourt, ki je obsegalo 200 km². Ko je dopolnil 21 let, se je lotil obsežne prenove dvorca in uredil nove vrtove.
Glavne zanimivosti na tem območju so Dolina stolpov (s kamnitimi stolpi), japonski vrtovi, kipi krilatih konj, jezero Triton, pokopališče za hišne ljubljenčke, ribnik z delfini, obzidani vrtovi, Bamberška vrata in italijanski vrt. Stolp Pepperpot naj bi bil zasnovan po priljubljenem tripalčnem namiznem priboru za sol in poper lady Wingfield. Posebno pozornost vzbuja pokopališče za živali, katerih nagrobniki so bili opisani kot presenetljivo osebni. 
Navdih za zasnovo vrta so posledica obiskov okrasnih vrtov v Versajski palači, palači Schönbrunn pri Dunaju in gradu Schwetzingen pri Heidelbergu. Razvoj vrta je trajal 20 let in je bil končan leta 1880.

### 20. stoletje – požar in obnova
Leta 1961 je Mervyn Patrick Wingfield, 9. vikont, nepremičnino prodal družini Slazenger, ki je še vedno lastnica. Wendy Slazenger, hči pokojnega Ralpha Slazengerja, se je leta 1962 poročila z desetim vikontom, Mervyn Niall Wingfield. Njen otrok, 11. vikont, Mervyn Anthony Wingfield, se je poročil s častito Julio Wingfield, tako da ostaja močna povezava med družinama in posestvom.
Dvorec je bil ogrožen 4. novembra 1974 in bil leta 1996 prenovljen. Samo dve sobi, ki sta odprti za javnost, sta taki, kot sta bili nekoč, pritličje in prvo nadstropje pa sta zdaj v najemu.
Leta 2011 je Lonely Planet uvrstil Powerscourt med prvih deset dvorcev na svetu, medtem ko ga je leta 2014 National Geographic uvrstil na tretje mesto med desetimi največjimi vrtovi na svetu.

### Danes
Otroški muzej (Tara's Palace Museum of Childhood) so junija 2011 preselili iz gradu Malahide v bližini Dublina v dvorec Powerscourt. Muzej ima male igralne hiške, miniature, punčke, zgodovinske igrače in Tarino palačo, eno največjih miniaturnih hiš na svetu, par tiste z gradu Fairy v Muzeju znanosti in industrije v Chicagu, Illinois, Punčkine hiše za kraljico Marijo na Windsorskem gradu in hiške v gradu Astolat.

## Slap
Slap Powerscourt in njegova okoliška dolina sta prav tako v lasti posesti Powerscourt, čeprav oba dela zemljišča nista več neposredno povezana. S 121 metri je najvišji slap na Irskem. Leta 1858 je 7. vikont ustanovil okoli slapa jelenji park, kamor so uspešno naselili japonskega jelena sika, ki se je nato razširil po Irski.
Redni avtobusni prevoz od Powerscourta do slapa je bil leta 2005 ukinjen, čeprav so v visoki poletni sezoni še vedno na voljo posamezni avtobusni prevozi. Slap je 7 kilometrov oddaljen od Enniskerryja in se je mogoče sprehoditi. Medtem ko razdalja ni prevelika, je hoja lahko nevarna, saj je cesta ozka in nima bankin na daljših odsekih.
Za dostop do slapa je treba plačati vstopnino od 3,50 evra za otroke do 6 evrov za odrasle. 

## Golf klub
Igrišče za golf ima dva dela z 18 luknjami: vzhodni, ki je bil prvi, in zahodni. Oba imata hitro zeleno in gričevnato plavajočo površino, vsak pa sta več kot 6900 jardov dolga. Leta 1998 je bilo na vzhodnem delu irsko prvenstvo PGA. 

## V popularni kulturi
- V hiši so snemali film Barry Lyndon  Stanleyja Kubricka, ki je bil posnet pred požarom leta 1974.
- Družina Slazenger je povabila Lynna Garrisona, kanadskega pilota, da preseli svojo letalsko filmsko enoto, zbirko letal in hangarje iz leta 1973 iz Leixlipa na letališče Powersourt. Zbirka je bila oblikovana na Irskem, med njimi filmi Zlomljena krila (Blue Max), Vohunka Darling Lily (Darling Lili), Zeppelin in Von Richthofen in Brown. Tu je ostala do leta 1981.
- Nepremičnina je bila uporabljena kot ozadje in dom v filmu Umetnik ( The Artist) in  v filmu Moll Flanders.
- Leta 2002 je bila tu posneta različica filma Grof Monte Cristo. [7]
- Film David Copperfield je bil posnet tu leta 2000.
- Film Kje je Jack? je bil posnet tu leta 1969.
- Zunanji prizori za film Družba gospodov: Apokalipsa (The League of Gentlemen's Apocalypse) iz leta 2005 so bili posneti tu, angleškega kralja Viljema III., znanega kot »dober kralj Billy« je igral Bernard Hill, kraljico Marijo II. pa Victoria Wood.
- Ključni prizor iz filma Ekskalibur (Excalibur) iz leta 1981, ko se kralj Artur bori z Lancelotom, je posnet pri slapu.
- Dvorec je dom izmišljenega lorda Francisa Powerscourta v seriji romanov Davida Dickinsona o viktorijanskem detektivu (Goodnight Sweet Prince, Death and Jubilee, Death Call To The Bar).
- Vrtovi so bili uporabljeni za snemanje pesmi Songs from the Heart irske skupine Celtic Woman.
- Izvirni film na kanalu Hallmark Medeni teden za enega (Honeymoon for One), v katerem je igrala Nicollette Sheridan, je posnet na posestvu z zunanjimi prizori dvorca in slapom [8]. Film je vključeval spor med lastniki Castlewilda (Powerscourt) in lokalnimi državljani, ki jih skrbi gradnja igrišča za golf na nepremičnini. [9]